# Histerammina
Histerammina es un género de foraminífero bentónico de la subfamilia Dorothiinae, de la familia Eggerellidae, de la superfamilia Eggerelloidea, del suborden Textulariina y del orden Textulariida. Su especie tipo es Histerammina fetestensis. Su rango cronoestratigráfico abarca el Bedouliense o Aptiense inferior (Cretácico inferior).

## Discusión
Clasificaciones previas incluían Histerammina en la superfamilia Textularioidea, del suborden Textulariina y del orden Textulariida.

## Clasificación
Histerammina incluye a la siguiente especie:
- Histerammina fetestensis †